# Književnost u 1956.
◄◄ | ◄ | 1953. | 1954. | 1955. | 1956.  | 1957. | 1958. | 1959. | ► | ►►
Arhitektura • Astronautika • Astronomija • Biologija • Film • Fotografija • Glazba • Kazalište • Kemija • Kiparstvo • Knjige • Književnost • Kršćanstvo • Meteorologija • Medicina • Planinarstvo • Politika • Pravo • Promet • Slikarstvo • Strip • Šport • Televizija • Znanost • Zrakoplovstvo • Željeznički promet
Književnost u 1956.

## Svijet

### Nagrade i priznanja
- Nobelova nagrada za književnost:

### Smrti
- 14. kolovoza – Bertolt Brecht, njemački književnik (* 1898.)

## Vanjske poveznice
|  | Zajednički poslužitelj ima još gradiva o temi Književnost u 1956. |